# Méhelÿ Lajos
Méhelÿ Lajos (Kisfalud-Szögi, 1862. augusztus 24. – Budapest, 1953. február 4.) magyar zoológus, egyetemi tanár, a magyar zoológia történetének egyik legkiemelkedőbb, de egyben legellentmondásosabb egyénisége. Az MTA tagja volt, de lemondott tagságáról. Kutatásai során zoológiai munkássága mellett egyre inkább a magyar fajvédelem és turanizmus ügyének szentelte életét. A második világháborút követően ezért bebörtönözték, és mint népellenes háborús bűnös töltötte büntetését, egészen idős korában bekövetkezett haláláig.

## Élete
Kisfalud-Szögiben született. Édesapja, Méhely Nándor (1837–1886) a gróf Dessewffy család Zemplén, majd Sáros megyei birtokain volt tiszttartó, édesanyja Jávorszky Irma volt. Az elemi iskolát szülőfalujában kezdte, de a negyedik évfolyamot már Kassán fejezte be. A gimnázium egy osztályát Eperjesen végezte, de tizenöt éves korában Lőcsén tette le az érettségi vizsgát.
A Budapesti Műegyetemen technikai majd állat-, növény- ásványtani és kémiai tanulmányokat folytatott. Az egyetem elvégzése után korábbi tanára, Kriesch János mellett dolgozott mint tanársegéd, majd ezt követően 1885 és 1896 között a Brassói Főreáliskola tanára volt. Itt születtek első nagy művei. 1896-tól 1915-ig a Nemzeti Múzeum Állattani Osztályának munkatársa, illetve az utolsó három évben már az Állattár igazgatója volt. Ezt a beosztást egyetemi tanári katedrára cserélte fel és egészen az 1932-es nyugdíjba vonulásáig a Pázmány Péter Tudományegyetem Állattani Tanszékén oktatott általános zoológiát és összehasonlító anatómiát. 1899 és 1931 között volt a Magyar Tudományos Akadémia tagja.
Darwinista szemléletmódját az első világháború után humán területekre is kiterjesztette és fajbiológiával kezdett foglalkozni. Zoológiai munkásságát háttérbe szorítva egyre inkább ennek az eszmének szentelte életét. 
A második világháború utáni hatalomváltáskor zsidóellenes megnyilvánulásai miatt a Népbíróság népellenes és háborús bűnökért első fokon tíz évre (1946), majd másodfokon (1949) jogerősen hat év fegyházra ítélte (Fővárosi Levéltár, VII. őrzési egység /ő. e./ 235/950). A népbírósági ítélet indoklásában kimondja, hogy Méhely két évtizednyi, súlyosan kártékony munkássága alapján bűncselekményére akár a legsúlyosabb ítélet kiszabása is indokolt lett volna, és csak elaggott korára (1949-ben már 87 éves volt), betegségére való tekintettel kapott ilyen enyhe ítéletet.
Méhelÿ végül nem tudta letölteni teljes büntetését. 4 évvel később, 1953-ban a Mosonyi utcai rabkórházban halt meg kilencvenéves korában.

## Munkássága
Mint zoológus főleg a méhek, az alsórendű rákok, kétéltűek, hüllők és emlősök tanulmányozásával foglalkozott. Elsősorban ezek rendszertana érdekelte. Jellemző szerteágazó tehetségére, hogy több munkáját gyönyörű, saját készítésű festményeivel illusztrálta, amelyeknek a legtöbbje élethű ábrázolásával a mai kor igényeinek is tökéletesen megfelel. Az első világháború okozta veszteséget biológiai magyarázatokkal igyekezett igazolni és 1919 elejétől a fajvédőkhöz csatlakozott. Nyíltan hirdette a fajvédelem eszméjét a Cél című, szélsőséges és zsidóellenes folyóiratban, amelynek ő volt a főszerkesztője.
Legjelentősebb nyomtatásban megjelent herpetológiai munkái a következők: A magyar fauna Bombinatorjai (B. igneus és B. pachypus) (1892), Hazánk egy új Tritonja: Tr. (Molge) montandoni (1892), A Barczaság herpetológiai viszonyai (1892), Die Kreuzotter (Vipera berus L.) in Ungarn (1893), Magyarország barna békái (Rana fuscae Hungariae) (1894), Beiträge zur Herpetologie Transkaukasiens und Armeniens (1894), Magyarország kurta kígyói (Vipera berus és Vipera ursinii) (1897), Adatok az Új-Guineai szűkszájú békák (Engystomatidae) ismeretéhez (1901), A származástan mai állása (1905), Archeo- és Neolacerták (1907), A hazai viperákról (1912).
A hüllők kutatása terén két herpetológiai főműve, a Fajkép és fajbélyeg, amely a gyíkok származásával és törzsfejlődésével foglalkozott, illetve a Herpetologia Hungarica című munkái kiadatlanok maradtak. A Herpetologia Hungarica 1896-ban elnyerte a Magyar Tudományos Akadémia Bésán-díját. Ennek az óriási műnek, a sokáig elveszettnek hitt 666 oldalas kézirata az Eötvös Loránd Tudományegyetem Levéltárából került elő és az ehhez tartozó Méhelÿ által festett táblaképek a Magyar Természettudományi Múzeumban megtalálhatók. Az eredetileg tervezett 39 festményből 7 darab sosem készült el, és csak 22 litográfia került nagyobb példányszámban (2500-2500 példányban) nyomdai sokszorosításra 1909–1924 között.
Méhelÿ szakmai tudását számos dolgozata jelzi, amelyek a zoológia szinte minden területét érintik: Adatok a Barczaság rovarvilágának ismeretéhez (1889), A Barczaság herpetológiai viszonyai (1892), Magyarország denevéreinek monographiája (1900), A származástan mai állása (1905), A gerinczesek zsigervázának elsődleges elemeiről (1906), A földikutyák fajai származás és rendszertani tekintetben (1909), A hazai viperákról (1912), Magyarország csíkos egerei (1913), Magyarország harmad- és negyedkori gyökeresfogú poczkai, különös tekintettel a fajformálódás tényezőire és időszakaira (1914), A Planáriák elterjedése a Magas-Tátrában és a Kőszegi-hegységben (1918), A rákok ősveséje (1931), Adatok az ecsetcsápú rákok anatómiájához (1933), Az ősméhek természetrajza (1935). Ezen kívül ő fordította és rendezte sajtó alá a híres Alfred Brehm első magyar nyelvű köteteit is.

### Fajelméleti tevékenysége
1919 elején csatlakozott az első világháború és a Magyarországi Tanácsköztársaság bukása után feléledő fajvédelem eszmerendszerét követőkhöz. A darwinizmusból kiindulva hirdette a fajvédelem szükségességét a Cél című radikális folyóiratban, amelynek ő volt a főszerkesztője. Fajbiológiai tevékenységét és munkáit több tudós elítélte, ezért 1931-ben lemondott MTA-tagságáról, majd 1933-ban nyugdíjba vonult. A második világháborúba sodródó Magyarországon magáévá tette a fasiszta ideológiát és hirdette annak politikai jelszavait. Emiatt 1945 után a Népbíróság, mint népellenes és háborús bűnöst fegyházbüntetésre ítélte és büntetését töltve halt meg 1953-ban.

## Bibliográfia

### Zoológiai munkássága
- Magyarország barnabékái (1892),
- A Barcaság herpetológiai viszonyai (1892),
- Magyarország kurtakígyói (Természet tudományos Közlöny 1895. 26. szám)
- Adatok a Barczaság rovarvilágának ismeretéhez (1889),
- Magyarország denevéreinek monográfiája (1900), [7]
- A földi kutyák fajai (Budapest, 1904)
- A származástan mai állása (1905),
- A gerinczesek zsigervázának elsődleges elemeiről (1906),
- A földikutyák fajai származástani és rendszertani tekintetben (1909),
- A hazai viperákról (1912),
- Magyarország csikós-egerei (1913),
- Magyarország harmad- és negyedkori gyökeresfogú pockai különös tekintettel a fajformálódás tényezőire és időszakaira (Budapest, 1914)
- A Planáriák elterjedése a Magas-Tátrában és a Kőszegi-hegységben (1918),
- A rákok ősveséje (1931),
- Adatok az ecsetcsápú rákok anatómiájához (1933),
- Az ősméhek természetrajza (Budapest, 1935)

### Fajvédelmi írásai
A második világháború vége felé az úgynevezett Tiltott Könyvek közé sorolta az Ideiglenes Nemzeti Kormány 530/1945. m. e. számú rendeletében a fasiszta szellemű és szovjetellenes sajtótermékeként az alábbi fajvédelmi, antiszemita műveit és írásait.
- Álpróféták Budapest 1932. Kiadó: Held János,
- Őrségváltás Budapest, 1940. Mérnökök nyomdája,
- A legsötétebb babona  Budapest 1935. Klny. A “Cél”.[9]
- A magyar élettudomány problémái. Budapest 1925.
- A magyar fajvédelem ábrázata Budapest. 1937. Kiadó: Held János
- A magyar fajvédelem pragmatikája Budapest, 1933. Kiadó: Held János.
- A magyar ifjúság nevelése Budapest, 1934. Kiadó: Held János.
- A magyar kisebbségi iskola Budapest, 1937. Kiadó: Held János.
- A magyar tragédia élettudományi okai Budapest, 1942.
- A magyarság antropológiája Budapest, 1929. Kiadó: Held János.
- A magyarság múltja, jelene és jövője Budapest, 1936. Kis Akad.
- A megmagyarosodott Kőszeg Budapest, 1932. Kiadó: Held János.[10]
- A németek Magyarországon Budapest, 1929. Stephaneum.[11]
- A numerus clausus mérlege Budapest, 1932. Kiadó: Held János.
- A nyolcosztályú népiskola Budapest, 1929. Kiadó: Held János.
- A turáni eszmény Budapest, 1938. Kiadó: Held János.
- A vércsoportok faji jelentősége Budapest, 1930.
- A zsidó rituális gyilkosságokról Budapest, 1935. Kiadó: Held János.
- A zsidójavaslat szépséghibái Budapest, 1938. Kiadó: Held János.
- A zsidók parazitasága Budapest, 1932. Kiadó: Held János.
- Az én antiszemitizmusom Budapest, 1930. Kiadó: Held János.
- Az örök idegenek Budapest, 1930.
- Az új zsidótörvény s az élet törvénye Budapest, 1939. Kiadó: Held János.
- Fajvédelmi gondolatok Budapest, 1928. Kiadó: Held János.
- Ignotus fallit és a két malomkő Budapest, 1938. Kiadó: Held János.
- Legbölcsebb fajvédelem Budapest, 1939. Kiadó: Held János.
- Levelek és reflexiók Budapest, 1937. Kiadó: Held János.
- Mi tette Hitlert antiszemitává Budapest, 1932. Kiadó: Held János.
- Minden kultúra faji kultúra Budapest, 1933. Kiadó: Held János.
- Pollák Illés “honfoglaló” zsidai Budapest, 1929. Kiadó: Held János.
- Quo vadis domine Budapest, 1933. Kiadó: Held János.
- Sugár Mór Budapest, 1926. Kiadó: Held János.
- Suum cuique Budapest, 1933. Kiadó: Held János.
- Termeszállam- emberállam Budapest, 1942. Mérnök.
- Valaki hazudik Budapest, 1931. Kiadó: Held János.
- Vér és faj (Bolyai Akadémia, kiadó: Bodis Gábor dr Budapest, 1940)
- Vér, faj, nemzet Budapest, 1933. Kiadó: Held János.[12]
- Zireg-zörög… Az öröklés hatalma. Budapest, 1939. Kiadó: Held János.
- Ábránd és valóság.- A faj lelke.  Budapest, 1939. Kiadó: Held János.
- Állítsunk fel magyar fajbiológiai intézetet Budapest, 1927. Kiadó: Held János.
- A fajfenntartás élettudományi kellékei Budapest, 1937. Kiadó: Held János.
- A faji gondolat térhódítása a tudományban Budapest, 1929. Kiadó: Held János.
- A fajtagadók hóbortja Budapest, 1940. Kiadó: Held János.
- A házasság előtti orvosi vizsgálatról Budapest, 1938. Kiadó: Held János.
- A magyar faj önvédelmi harca Budapest, 1933. Kiadó: Held János.
- A magyar fajvédelem irányelvei Budapest, 1926. Kiadó: Held János.
- A magyar öncélúságról Budapest, 1935. Kiadó: Held János.
- A magyarság sorsdöntő órái Budapest, 1929. Kiadó: Held János.
- A mi legsürgősebb teendőnk Budapest, 1938. Kiadó: Held János.
- A noszvaji magyarság antropológiája Budapest, 1939. Kiadó: Held János.
- A természetes fejlődés törvénye Budapest, 1939. Kiadó: Held János.
- A test és a lélek egysége Budapest, 1939. Kiadó: Held János.
- A turáni lovas. Előadás Budapest, 1931. Kiadó: Held János.
- A zsidó felekezetről Budapest, 1935. Kiadó: Held János.
- A zsidó siker titka Budapest, 1937. Kiadó: Held János.
- Az okszerű népesedéspolitika élettudományi alapja. Dékáni megnyitó beszéd. Budapest, 1927. Kiadó: Held János.
- Fajiság vagy sorsközösség Budapest, 1938. Kiadó: Held János.
- Fajvédelem és fajnemesítés Budapest, 1936. Kiadó: Held János.
- Farizeusok Budapest, Kiadó: Held János.
- Gömbös Gyula emlékezete Budapest, 1936. Kiadó: Held János.
- Karácsonyi üzenet Budapest, 1930. Kiadó: Held János.
- Lelkiségünk eredete. Tudomány és dilettantizmus 1939. Kiadó: Held János.
- Magyar írók – zsidó írók Budapest, 1935. Kiadó: Held János.
- Magyarország sírásói Budapest, 1936. Kiadó: Held János.
- Nemzeti birtokpolitika Budapest, 1930. Kiadó: Held János.
- Néhány szó a magyar fajvédelemről
- Vallomások Budapest, 1940. Kiadó: Held János.
- Vér és faj Budapest, 1940. Bethánia.
- Magyarok és svábok Budapest, 1939. Kiadó: Held János.
- A faj lelke Budapest, 1939. Kiadó: Held János.
- István és János uraknak Budapest, 1937. Kiadó: Held János.
- Méhely-Keltz: Fajunk védelméről 1925.

### Egyéb írásai
- A konstruktív miniszter Budapest, Kiadó: Held János.[13]